# Церква Різдва Богородиці (Дептівка)
Церква Різдва Богородиці — дерев'яна церква в селі Дептівка, Конотопського району. Побудована на початку XX століття.

## Історія
Церква Різдва Пресвятої Богородиці у селі Дептівка була побудована у 1906 році на кошти Дептівської громади. Храм був відкритий до 1939 року, але перед початком Другої Світової війни була закритою, все майно церкви було збережено, і ще до закінчення війни в ній почали правити. У 1976 році церкву було знову закрито через аварійність, пізніше храм було відновлено. У 1988 році, під час святкування 1000-річчя хрещення Русі, храм було освячено.